# Cimetière juif de La Bastide-Clairence
Le cimetière juif de La Bastide-Clairence est un ancien espace funéraire israélite, destiné à la communauté des Juifs portugais établie dans la commune entre le début du XVIIe siècle et la fin du XVIIIe siècle. Propriété du Consistoire israélite de Bayonne, il est inscrit au titre des monuments historiques le 1er février 1988.

## Présentation
Les inscriptions portées sur les tombes, au nombre de 62, ont été relevées de 1962 à 1964 par le professeur Gérard Nahon. La plus ancienne tombe date de 1620, la plus récente de 1785. Sur 18 d’entre elles, la date du décès est exprimée dans le calendrier hébraïque. À partir de 1659, tous les prénoms sont bibliques : Jacob, Isaac, Benjamin, Esther, Sarah, Rebecca. Parmi les noms de famille figurent Dacosta, Henriquez, Lopez, Nunez, Depas, Alvares.

### Historique
Les Juifs sont expulsés d'Espagne en 1492 par application du décret de l'Alhambra. Certains choisissent le Portugal comme refuge mais le 5 décembre 1496, ils sont à nouveau expulsés, qu'ils soient de longue date établis au Portugal ou nouveaux arrivants d'Espagne. En octobre 1497, le roi Manuel Ier de Portugal transforme l'expulsion en conversion religieuse forcée. Plus d'une génération plus tard, en 1540, l'Inquisition organise le premier autodafé.
Poussés par ces événements, des Israélites séfarades venus d’Espagne et surtout du Portugal se réfugient dès la fin du XVIe siècle à Bayonne, d’où ils essaimèrent dans les trois petites villes de Peyrehorade, où les accueille le seigneur d’Aspremont, de Bidache et de La Bastide-Clairence, où les protège le duc de Gramont, qui détient le droit de justice, et grâce à qui la communauté juive peut librement s'afficher.
Souvent appelés Portugais , les Israélites comptent dans la bastide de l’ordre de 70 à 80 familles au XVIIe siècle. Ils y vivent en une communauté relativement autonome désignée par l’expression de Nation juive sur les registres du Corps de Ville et disposent d’un cimetière distinct du cimetière chrétien qui est ouvert vers 1620. Il est le premier acquis par les juifs portugais dans la région, et peut-être en France. Il s'agit dans un premier temps d'un cimetière de marranes (juifs convertis en apparence, mais qui continuaient à pratiquer leur religion en cachette). Dans un deuxième temps, il devient un cimetière juif à partir de 1659 (prénoms israélites gravés sur les tombes, dates en comput juif).
Au milieu du XVIIIe siècle, l'importance de la communauté diminue en raison du déclin de La Bastide. On ne compte plus alors qu’une quinzaine de familles juives. Profitant de l'émancipation et de nouvelles libertés obtenues grâce à la Révolution française, les Juifs quittent la bourgade dont le commerce s'éteint. Il ne reste plus que six familles juives en 1798. Le cimetière est peu à peu laissé à l'abandon. En 1941, il est profané par les troupes d'occupation allemandes.

## Galerie

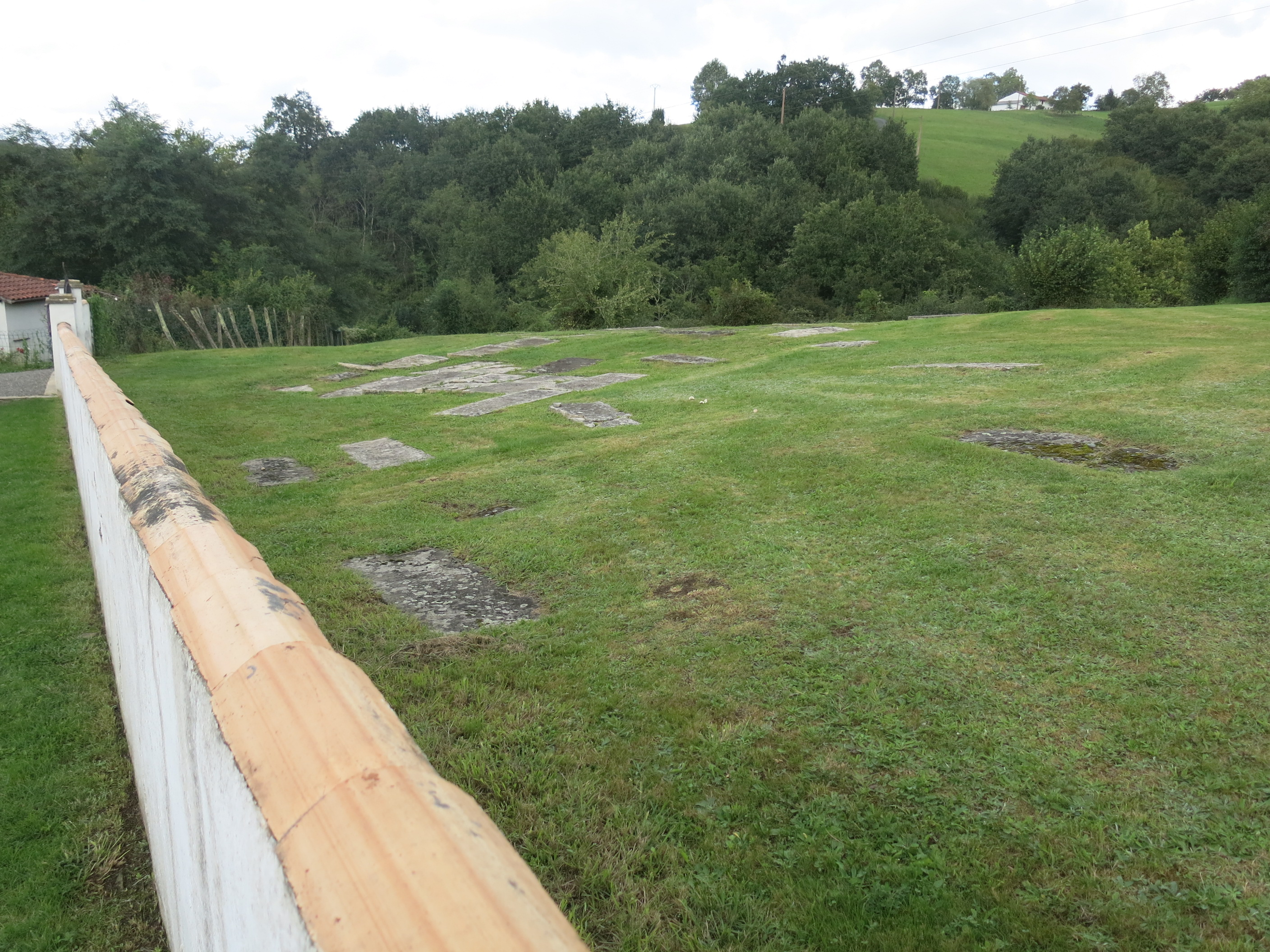
Pierres tombales dans l'enceinte du cimetière.
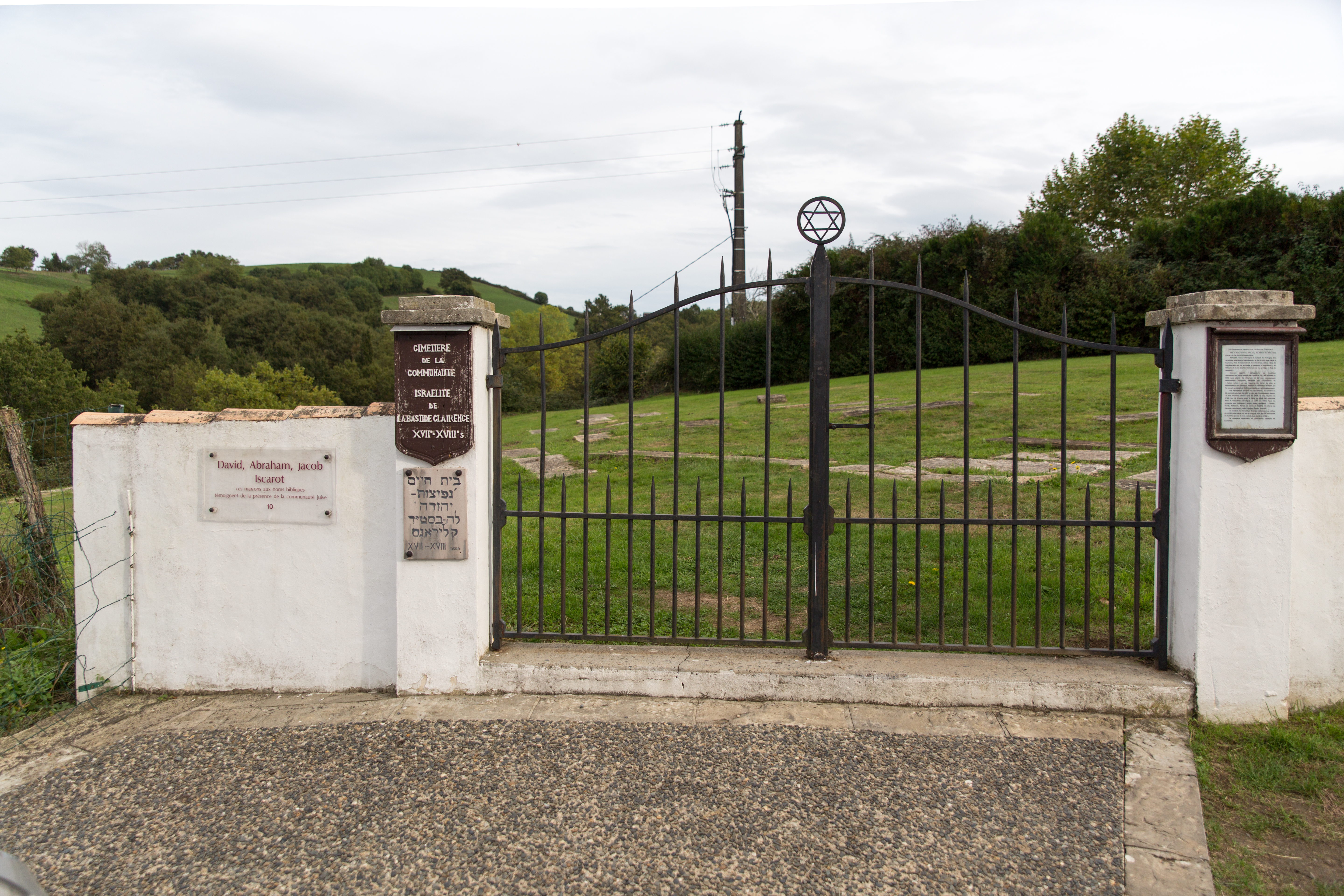
Grille d'entrée.